# Эстонский биоцентр

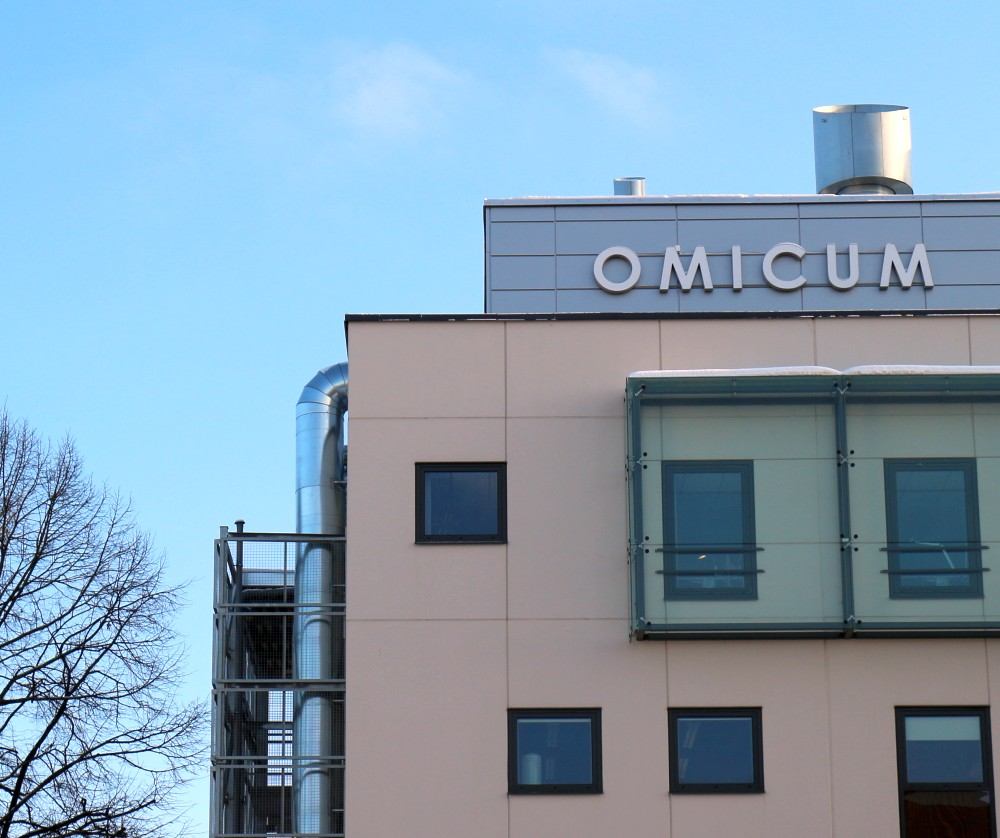
Омикум — здание Эстонского центра генома человека и Института молекулярной и клеточной биологии, Тартуский университет

Эстонский биоцентр Тартуского университета (эст. Eesti Biokeskus) — эстонский научно-исследовательский институт в области генетики и генома человека, расположенный в городе Тарту. Организация, образованная совместно Тартуским университетом и Национальным институтом химической физики и биофизики в 1986 году. Целью биоцентра является развитие исследовательского и технологического потенциала эстонской генетики, генетических и клеточных технологий.
Действующим директором Эстонского биоцентра является доктор биологических наук и президент Академии наук Эстонии, профессор Рихард Виллемс.

## Краткая история
Эстонский биоцентр был образован в 1986 году по распоряжению руководства Эстонской ССР как совместная организация, подчиняющаяся Тартускому государственному университету и Национальному институту химической физики и биофизики для развития исследований в области генетических и клеточных технологий. Биоцентр активно сотрудничал с колхозами Эстонии, его сотрудники проводили лекции для работников колхоза на такие темы, как методика выявления вирусов в выращиваемых культурах (на примере картофеля) или диагностирование качества кожи домашних животных. В одной из местных школ был открыт класс, ведший специализированное биотехнологическое обучение. В числе открытий центра известны методы иммуноферментного определения стельности коров, а также способы диагностирования инфаркта миокарда. В биоцентре проходили обучение студенты первых курсов университета и старшеклассники средних школ, которые после обучения получали право специализироваться на одной из кафедр Тартуского государственного университета.
В настоящее время биоцентр работает как независимый публичный научно-исследовательский институт, подчиняющийся Министерству образования и науки Эстонии. Аспиранты этого института сотрудничают с Институтом молекулярной и клеточной биологии Тартуского университета. Основная сфера исследований — это молекулярная медицина и биотехнология. Несколько проектов выполняются под руководством Европейской комиссии в рамках программы совместных научных исследований Европейского Союза; они классифицируются как «предварительное биологическое исследование», хотя в современных биомедицинских исследований нет чёткой грани между базовыми исследованием и поиске практического применения результатов исследования. В руководство биоцентра входят девять членов учёного совета, помогает им Международный консультативный совет, состоящий из пяти граждан других стран. Из важнейших открытий, сделанных учёными центра, выделяются обнаружение миграции популяции групп человека разумного 120 тысяч лет назад, ещё до известной учёным крупнейшей миграции человека из Африки, которая произошла 75 тысяч лет тому назад.
В 2000 году Эстонский биоцентр занимал 3-е и 5-е места в рейтинге 184 научно-исследовательских лабораторий в рейтинге Европейской комиссии в рамках RTD Framework Programme 5, был номинирован как «Центр превосходства» в плане исследований с привлечением дополнительного финансирования. Сотрудники института в настоящее время работают во многих странах мира, в том числе и в США, их услуги востребованы во множестве зарубежных НИИ. В 2015 году поступило предложение объединить Тартуский университет, Эстонский биоцентр Тартуского университета и ряд других учебных заведений в единое целое.